# مطار شيان شيانيانغ الدولي
مطار شيان شيانيانغ الدولي (بالإنجليزية: Xi'an Xianyang International Airport)‏ (إياتا: XIY، إيكاو: ZLXY) يقع في مدينة شيان في جمهورية الصين الشعبية. يغطي مساحة 5 كيلومترات مربعة (1.9 ميل مربع)، وهو أكبر مطار في شمال غرب الصين، وثاني أكبر مطار في شمال الصين. مطار شيان مركز لشركة جوي إير وخطوط هاينان الجوية. صنفت سكايتراكس المطار ب4 نجوم.
صنف مطار شيان شيانيانغ الدولي في المرتبة الثامنة في الصين من حيث عدد الركاب عام 2011 وفقًا لإدارة الطيران المدني في الصين، حيث تعامل مع 21,163,130 راكب، وبلغ إجمالي حركة الطائرات (القادمة والمغادرة) 185,079 طائرة وقد بلغت كمية البضائع المنقولة عبر المطار 172,567 طن.

## شركات الطيران والوجهات

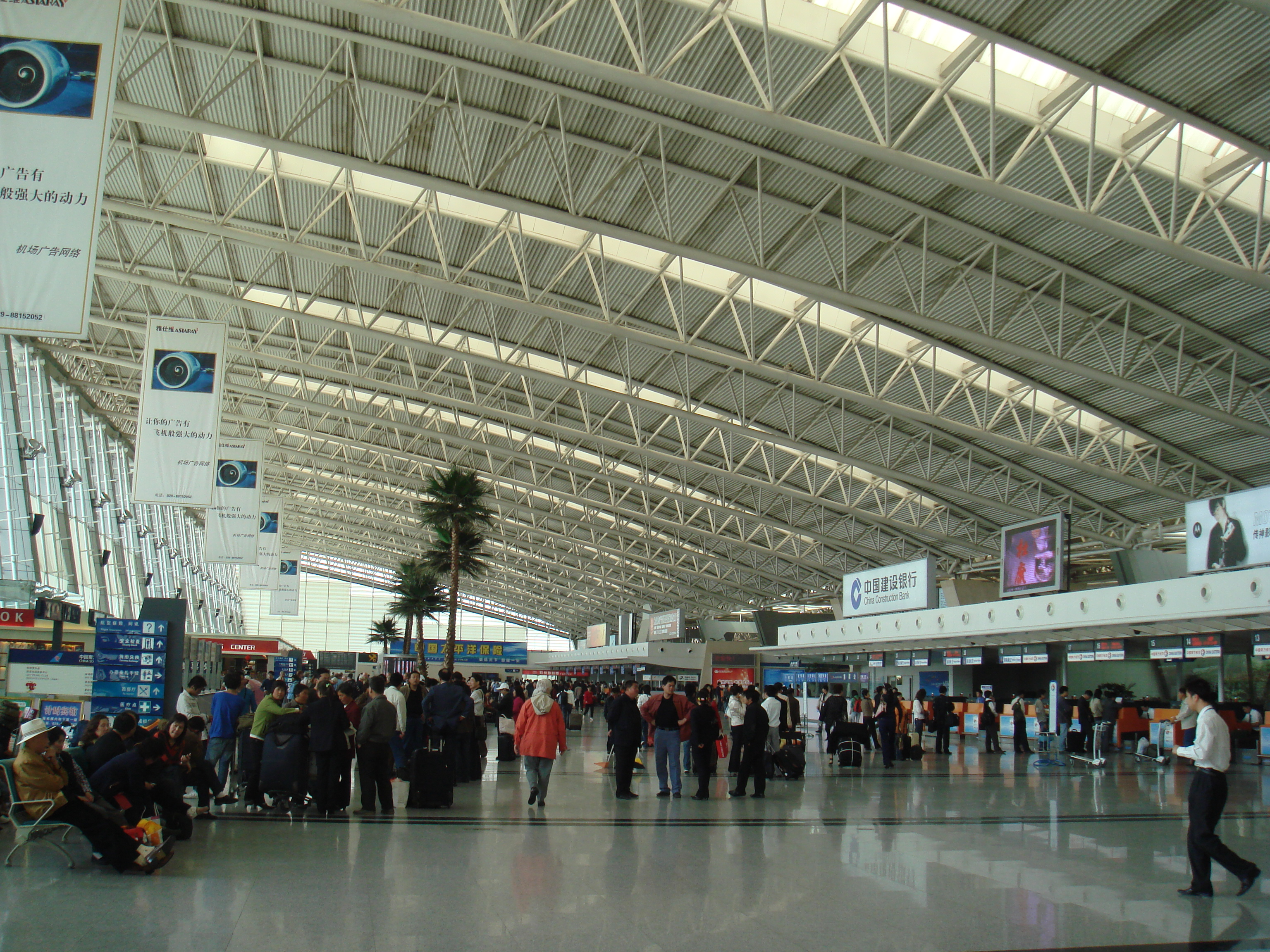
محطة 2

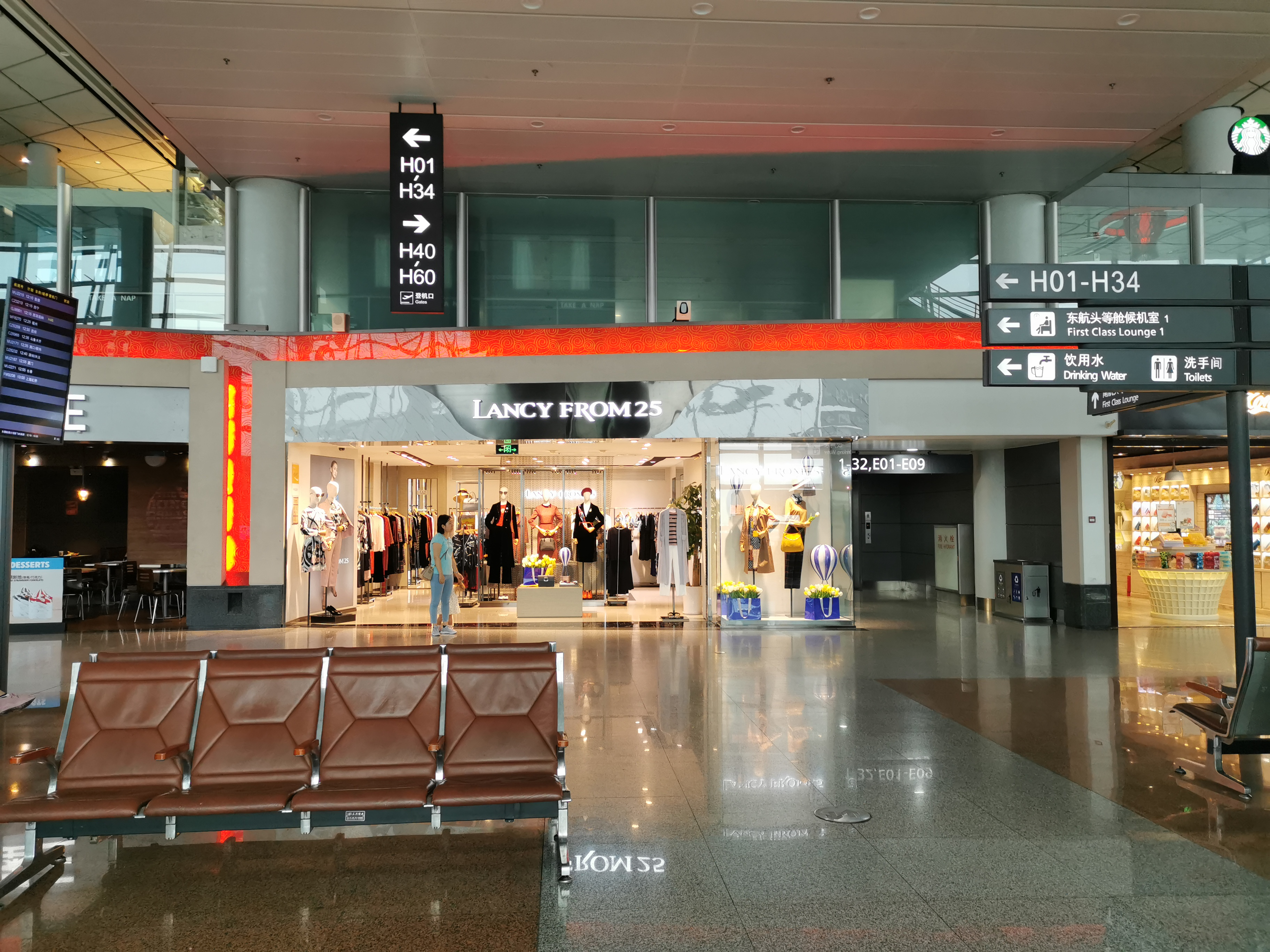
محطة T3

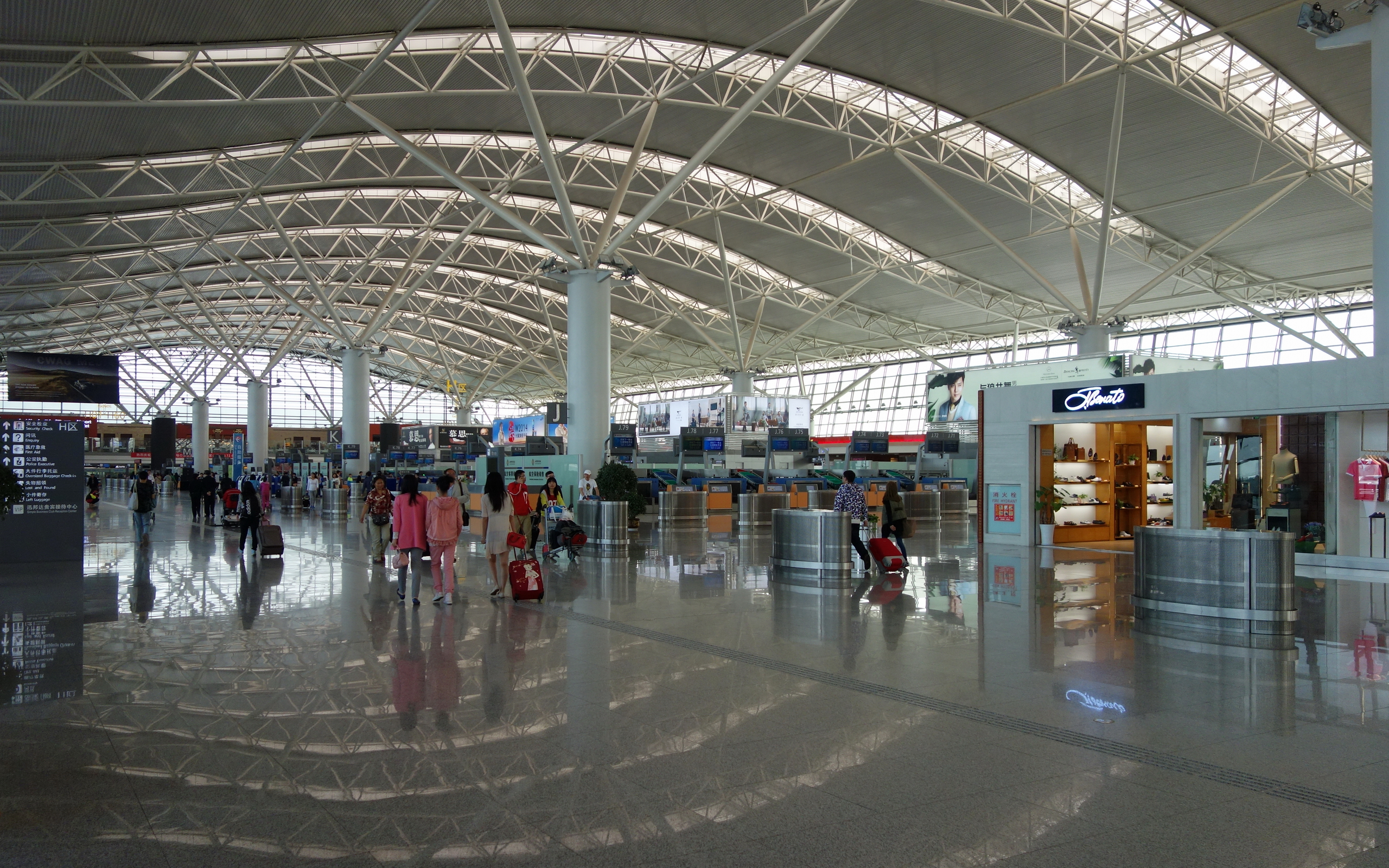
محطة 3

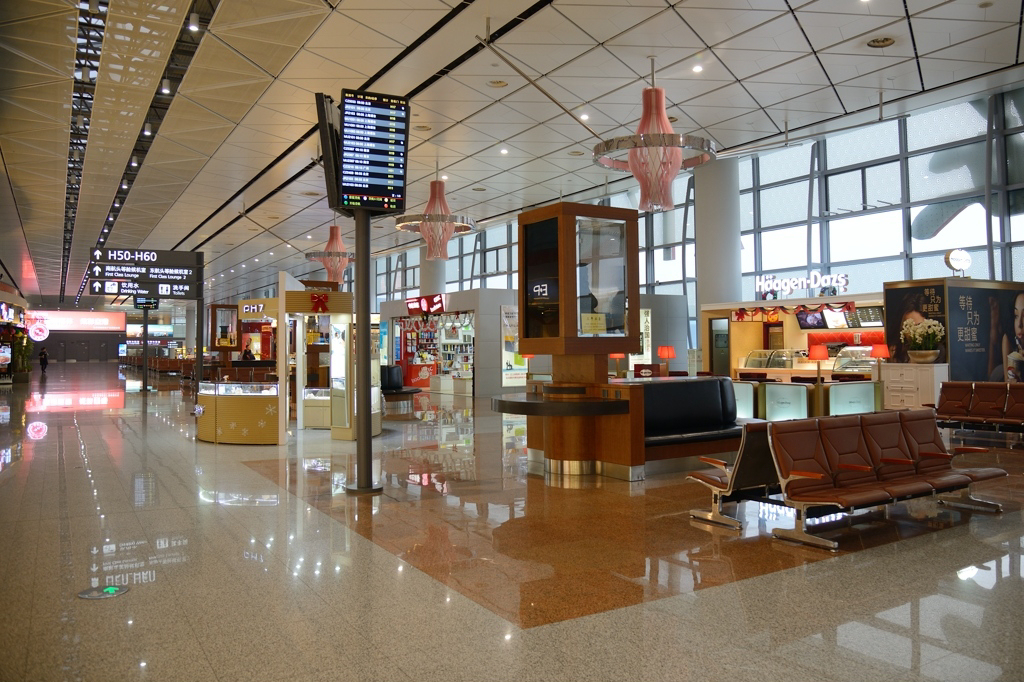
منطقة الطعام

| شركـات طيـران              | الوجهات |
| -------------------------- | --- |
| 9 Air                      | مطار أنشهون هوانغشو، مطار قوانغتشو باييون الدولي، مطار هايكو ميلان الدولي، مطار شيهيزي، مطار توربان جياهوي |
| طيران آسيا (إكس)           | مطار كوالالمبور الدولي |
| Air Busan                  | عارض: Busan |
| Air Chang'an               | مطار آلتاي، Bazhong، مطار فوتشنغ بيهاي، مطار تشانغتشون الدولي، مطار داليان الدولي، مطار دونهوانغ، مطار فوتشو تشانغله الدولي، مطار قويلين يانغ جيانغ الدولي، مطار قوييانغ لونغدونغابو الدولي، مطار هايكو ميلان الدولي، مطار هايلار دونغشان، مطار هوايان ليانشوي، مطار زيجانغ، مطار جينغدتشن جيا، Lianyungang، مطار مودانجيانغ هايلانغ، مطار نينغبو ليش الدولي، Phuket (تبدأ في 15 يوليو 2023)، مطار غينهوانغادو بيداهي، مطار سانيا فينيكس الدولي، مطار شنيانغ الدولي، مطار تونغلياو، مطار تونغرين فينغوانغ، مطار يفانغ نانيوان، مطار ونزهو يونجقيانج الدولي، مطار شيامن قاوتشي الدولي، مطار يانتاي بينجلاي الدولي، مطار ييتشانغ سانشيا، مطار ينتشوان خه دونغ، Yingkou، مطار تشوهاى سانزو |
| طيران الصين                | مطار آستانا الدولي، مطار بكين العاصمة الدولي، مطار بكين داشينغ الدولي، مطار قويلين يانغ جيانغ الدولي، مطار هانغتشو شياوشان الدولي، مطار هوهوت بايتا الدولي، مطار كاراماي، مطار شانغهاي بودنغ الدولي، مطار تيانجين الدولي، مطار ونزهو يونجقيانج الدولي، مطار ووهان الدولي |
| خطوط آسيانا الجوية         | مطار إنتشون الدولي |
| الخطوط الجوية الأذربيجانية | عارض: مطار حيدر علييف الدولي |
| باتيك إير ماليزيا          | عارض: مطار كوتا كينابالو الدولي |
| خطوط العاصمة بكين الجوية   | مطار بكين داشينغ الدولي، مطار تشانغتشون الدولي، مطار جيزهو جيوهواشان، مطار دالي، مطار إينشي شوجيابينغ، مطار قويلين يانغ جيانغ الدولي، مطار هايكو ميلان الدولي، مطار هانغتشو شياوشان الدولي، مطار هاربين الدولي، مطار هوانغشان تونشي الدولي، مطار نانجينغ الدولي، مطار نانينغ الدولي، مطار جينجيانغ تشيوانتشو، مطار سانيا فينيكس الدولي، مطار شيجياتشوانغ تشنغدينغ الدولي، مطار شيامن قاوتشي الدولي، مطار شيشوانغباننا غاسا، مطار يشهون مينغيويشان، مطار ينينغ موسمي: Vladivostok |
| Chengdu Airlines           | مطار تشانغشا هوانغوا الدولي، مطار دونهوانغ |
| خطوط شرق الصين الجوية      | مطار آلتاي، مطار بوشان يوندوان، مطار باوتو يرليبان، مطار بكين داشينغ الدولي، مطار بولي ألاشهانكو، مطار تشانغتشون الدولي، مطار تشانغشا هوانغوا الدولي، مطار تشانغتشو بيننو، مطار تشونغتشينغ جيانغبى الدولي، مطار دالي، مطار داليان الدولي، مطار دونغينغ شنغلي، مطار دونهوانغ، مطار فوتشو تشانغله الدولي، مطار غولمود، مطار غولوغ ماكين، مطار قوانغتشو باييون الدولي، مطار قوييانغ لونغدونغابو الدولي، مطار هايكو ميلان الدولي، مطار هانغتشو شياوشان الدولي، مطار هاربين الدولي، مطار حيفي شينكياو الدولي، مطار هوهوت بايتا الدولي، مطار خوتان، مطار هوايان ليانشوي، مطار هواتغو، مطار جيايوغان، مطار جييانغ شاوشان، مطار جينان الدولي، مطار جينشانغ جينشوان، مطار جينغقانغشان، مطار كاراماي، مطار كاشغر الدولي، مطار كورلا، مطار كونمينغ جانغشوي الدولي، مطار كوغا كويشي، مطار لاسا الدولي، مطار يوتشو بيلين، مطار لوليانغ داو، مطار شيريميتييفو الدولي، مطار نانتشانغ تشانغبى الدولي، مطار نانشونغ غاوبينغ، مطار نانجينغ الدولي، مطار نانينغ الدولي، مطار نانتونغ شينغ دونغ، مطار نغاري غونشا، مطار نينغبو ليش الدولي، مطار اوردوس إيجين هورو، Phuket، مطار غينغادو جياودونغ الدولي، مطار سانيا فينيكس الدولي، مطار شياجي، مطار شانغهاي هونغكياو الدولي، مطار شانغهاي بودنغ الدولي، مطار شنيانغ الدولي، مطار شينزين باوان الدولي، مطار شيغاتسي بيس، مطار شانغي سنغافورة، مطار تايتشو وقياو، مطار ناريتا الدولي، مطار توربان جياهوي، مطار أورومتشي الدولي، مطار يهاي داسهويبو، مطار ونزهو يونجقيانج الدولي، مطار ووهان الدولي، Wuhu، مطار سنن شوفانغ الدولي، مطار شيامن قاوتشي الدولي، مطار شينينغ الدولي، مطار تشيانغ مينغانغ، مطار شيشوانغباننا غاسا، Yan'an، مطار نانيانغ يانتشنغ، مطار يانتاي بينجلاي الدولي، مطار ينتشوان خه دونغ، مطار ينينغ، مطار ييوو، مطار يولين يو يانغ، مطار يوشهو باتانغ، مطار تشانغجياجيه هيهوا، مطار تشانغيه قانتشو، Zhanjiang، مطار زاهوتونغ، مطار تشوهاى سانزو |
| طيران الصين اكسبرس         | مطار ألكسا لفت بانير بايانهوت، مطار تشانغتشي وانغشون، مطار جينغدي، مطار تشونغتشينغ جيانغبى الدولي، مطار داليان الدولي، مطار هانغتشو شياوشان الدولي، مطار هاربين الدولي، مطار كورلا، مطار جينجيانغ تشيوانتشو، مطار قوزهو، مطار تيانجين الدولي، مطار تيانشوي ماجيشهان، مطار أولانهوت، مطار شينينغ الدولي، مطار يانتاي بينجلاي الدولي، مطار يونغزهو لينغلينغ، مطار تشانغجياكو نينغيوان |
| خطوط جنوب الصين الجوية     | مطار ألماتي الدولي، مطار عشق آباد الدولي، مطار بكين داشينغ الدولي، مطار تشانغتشون الدولي، مطار تشانغشا هوانغوا الدولي، مطار تشنغدو شوانغليو الدولي، مطار تشونغتشينغ جيانغبى الدولي، مطار داليان الدولي، مطار داتشينغ سارتو، مطار داتونغ يونغانغ، مطار قوانغتشو باييون الدولي، مطار هاربين الدولي، مطار حيفي شينكياو الدولي، مطار خوتان، مطار جييانغ شاوشان، مطار جينان الدولي، مطار كاشغر الدولي، مطار كورلا، مطار كونمينغ جانغشوي الدولي، مطار ساني ليجيانغ، مطار ميشيان، مطار نانينغ الدولي، مطار غيونغهاي بواو، مطار شنيانغ الدولي، مطار شينزين باوان الدولي، مطار شيهيان ودانغشان، مطار توربان جياهوي، مطار أورومتشي الدولي، مطار ووهان الدولي، مطار شينينغ الدولي، مطار ينتشوان خه دونغ، مطار ييوو، Zhanjiang، مطار تشوهاى سانزو |
| Colorful Guizhou Airlines  | مطار قوييانغ لونغدونغابو الدولي |
| Dalian Airlines            | مطار داليان الدولي |
| Donghai Airlines           | Jingzhou، مطار شينزين باوان الدولي |
| Fuzhou Airlines            | مطار فوتشو تشانغله الدولي، مطار قوييانغ لونغدونغابو الدولي، مطار هايلار دونغشان، مطار هاربين الدولي، مطار هوهوت بايتا الدولي، مطار نينغبو ليش الدولي، مطار جينجيانغ تشيوانتشو، مطار تيانجين الدولي، مطار شانغينغ ليوجي |
| طيران جي إكس               | مطار بيجي فيشونغ، مطار نانينغ الدولي، مطار يولين يو يانغ |
| خطوط هاينان الجوية         | مطار بكين العاصمة الدولي، مطار تشانغشا هوانغوا الدولي، مطار تشونغتشينغ جيانغبى الدولي، مطار داليان الدولي، مطار فوتشو تشانغله الدولي، مطار قوانغتشو باييون الدولي، مطار قويلين يانغ جيانغ الدولي، مطار قوييانغ لونغدونغابو الدولي، مطار هايكو ميلان الدولي، مطار هانغتشو شياوشان الدولي، مطار هاربين الدولي، مطار هونغ كونغ الدولي، مطار كونمينغ جانغشوي الدولي، مطار نانتشانغ تشانغبى الدولي، مطار نانجينغ الدولي، مطار نينغبو ليش الدولي، مطار كانساي الدولي، مطار غينغادو جياودونغ الدولي، مطار سانيا فينيكس الدولي، مطار شانغهاي بودنغ الدولي، مطار شنيانغ الدولي، مطار شينزين باوان الدولي، مطار تايوان تاويوان الدولي، مطار ناريتا الدولي، مطار أورومتشي الدولي، مطار هاي، مطار شيامن قاوتشي الدولي، مطار شينينغ الدولي، مطار ينتشوان خه دونغ، مطار تشوهاى سانزو |
| Hebei Airlines             | مطار بكين داشينغ الدولي، مطار كورلا، مطار شيجياتشوانغ تشنغدينغ الدولي |
| طيران الجزيرة              | مطار الكويت الدولي |
| Jiangxi Air                | مطار نانتشانغ تشانغبى الدولي، مطار أورومتشي الدولي |
| Jin Air                    | مطار جيجو الدولي |
| Joy Air                    | مطار ألكسا لفت بانير بايانهوت، مطار إيجن بانير تاولاي، مطار يولين يو يانغ، مطار تشنغتشو الدولي |
| خطوط جونياو الجوية         | مطار غويان ليوبانشان، مطار هايكو ميلان الدولي، مطار حيفي شينكياو الدولي، مطار نانجينغ الدولي، مطار شانغهاي هونغكياو الدولي، مطار شانغهاي بودنغ الدولي، مطار سنن شوفانغ الدولي، مطار تشونغوي شابوتو، مطار رينهواي ماوتاي |
| كوريا للطيران              | مطار إنتشون الدولي |
| Kunming Airlines           | مطار بوشان يوندوان، مطار تشانغتشون الدولي، مطار كونمينغ جانغشوي الدولي، مطار تينغشونغ توفينغ |
| Lanmei Airlines            | مطار بنوم بنه الدولي، Siem Reap ‏، Sihanoukville |
| ليون إير                   | عارض: مطار نغوراه راي الدولي، مطار سام راتولانجي الدولي ‏ |
| طيران لونج                 | مطار مناس الدولي، مطار تشانغبايشان، مطار تشانغتشو بيننو، مطار هاربين الدولي، مطار كونمينغ جانغشوي الدولي، مطار يو تاباو الدولي، مطار طشقند الدولي، مطار يانجي تشاويانغتشوان |
| خطوط لاكي الجوية           | مطار بوشان يوندوان، مطار كونمينغ جانغشوي الدولي، مطار شيشوانغباننا غاسا |
| جزر المالديف               | عارض: مطار سوفارنابومي الدولي، مطار فيلانا الدولي |
| خطوط طيران أوكاي           | مطار سوفارنابومي الدولي، مطار تشانغشا هوانغوا الدولي، مطار جيوجيانغ لوشن، مطار نانتشانغ تشانغبى الدولي، Phuket، مطار شينزين باوان الدولي، مطار تيانجين الدولي، مطار أورومتشي الدولي، مطار تشوهاى سانزو |
| Qingdao Airlines           | Naypyidaw |
| خطوط رويال بروناي الجوية   | عارض: مطار بروناي الدولي |
| Ruili Airlines             | مطار باوتو يرليبان، مطار داليان الدولي، مطار هوهوت بايتا الدولي، مطار كونمينغ جانغشوي الدولي، مطار شنيانغ الدولي |
| سكوت للطيران               | مطار شانغي سنغافورة |
| خطوط شاندونغ الجوية        | مطار اكسو، مطار قويلين يانغ جيانغ الدولي، مطار قوييانغ لونغدونغابو الدولي، مطار جينان الدولي، مطار لونغنان جينتشيو، مطار غينغادو جياودونغ الدولي، مطار يشان، مطار شيامن قاوتشي الدولي، مطار شينينغ الدولي، مطار يانتاي بينجلاي الدولي |
| خطوط شانغهاي الجوية        | مطار شانغهاي هونغكياو الدولي، مطار شانغهاي بودنغ الدولي |
| خطوط شينزين الجوية         | مطار سوفارنابومي الدولي، مطار قوانغتشو باييون الدولي، مطار حيفي شينكياو الدولي، مطار هويزهو، مطار ليني شوبولينغ، مطار نانجينغ الدولي، مطار نانينغ الدولي، مطار نانتونغ شينغ دونغ، مطار نينغبو ليش الدولي، مطار بانزهيوها باوأنينغ، مطار جينجيانغ تشيوانتشو، مطار شنيانغ الدولي، مطار شينزين باوان الدولي، مطار ونزهو يونجقيانج الدولي، مطار سنن شوفانغ الدولي، مطار شينينغ الدولي، مطار يانغزهو تايزهو، مطار ينتشوان خه دونغ |
| خطوط سيتشوان الجوية        | مطار آلتاي، مطار سوفارنابومي الدولي، مطار فوتشنغ بيهاي، مطار تشانغتشون الدولي، مطار تشنغدو شوانغليو الدولي، مطار تشيانغ مي، مطار تشونغتشينغ جيانغبى الدولي، مطار داوجينغ يادينغ، مطار ديشين شانغري-لا، مطار غانان شياهي، مطار قوييانغ لونغدونغابو الدولي، مطار هايكو ميلان الدولي، مطار هاربين الدولي، مطار جييانغ شاوشان، مطار جينان الدولي، مطار كونمينغ جانغشوي الدولي، مطار لاسا الدولي، مطار ساني ليجيانغ، مطار لوئهو يونلونغ، مطار ماندالاي الدولي، مطار نينغشهاي ماينلينغ، مطار كانساي الدولي، Phuket، مطار غينغادو جياودونغ الدولي، مطار جينجيانغ تشيوانتشو، مطار سانيا فينيكس الدولي، مطار شانغهاي بودنغ الدولي، مطار شنيانغ الدولي، مطار شينزين باوان الدولي، Shizuoka، مطار أورومتشي الدولي، مطار وانتشو وتشياو، Wuhu، مطار شيتشانغ تشينغشان، مطار شينينغ الدولي، مطار شيشوانغباننا غاسا، Yangon، مطار يانتاي بينجلاي الدولي، مطار يبين واليانجي، مطار ينتشوان خه دونغ، Yingkou، مطار تشانغجياجيه هيهوا |
| سبرينغ (شركة طيران)        | مطار دون موينغ، مطار داليان الدولي، مطار فويانغ شيغوان، مطار جييانغ شاوشان، مطار نانتشانغ تشانغبى الدولي، مطار بنوم بنه الدولي، مطار شانغهاي هونغكياو الدولي، مطار شانغهاي بودنغ الدولي، مطار شيانغراو سانغينغشان، مطار شنيانغ الدولي، مطار شينزين باوان الدولي، مطار تونغهوا، مطار أورومتشي الدولي، مطار ونزهو يونجقيانج الدولي، مطار تشوشان بوتوشان |
| طيران آسيا (تايلاند)       | مطار دون موينغ |
| Thai Lion Air              | مطار دون موينغ، Phuket |
| خطوط تيانجين الجوية        | مطار أنقينج تيانزهوشان، مطار بايانور تيانجيتاي، مطار تشانغده تاوهوايوان، مطار تشيفنغ يولونغ، مطار تشونغتشينغ جيانغبى الدولي، مطار داليان الدولي، Dazhou، مطار إيرينهوت سايوسو الدولي، مطار قانتشو هوانتشين، مطار قويلين يانغ جيانغ الدولي، مطار قوييانغ لونغدونغابو الدولي، مطار هايكو ميلان الدولي، مطار هامي، مطار هاربين الدولي، مطار هينغيانغ نانيوي، مطار هوهوت بايتا الدولي، مطار زيجانغ، مطار جييانغ شاوشان، مطار جينان الدولي، مطار كونمينغ جانغشوي الدولي، Lianyungang، مطار ساني ليجيانغ، مطار ليوبانشوي يويزهاو، مطار لندن هيثرو، مطار نانتشانغ تشانغبى الدولي، مطار نانجينغ الدولي، مطار سانيا فينيكس الدولي، مطار شنيانغ الدولي، مطار تاشيهينغ، مطار تيانجين الدولي، مطار تونغلياو، مطار أورومتشي الدولي، مطار هاي، مطار ووهان الدولي، Wuhu، مطار شيامن قاوتشي الدولي، مطار شيلينهوت، مطار يولين يو يانغ، Zhanjiang، مطار تشوهاى سانزو، مطار زوني شينزهو |
| طيران التبت                | مطار تشنغدو شوانغليو الدولي، مطار تريبوفان الدولي، مطار ساموي، مطار لانتشو تشونغ تشوان، مطار لاسا الدولي، مطار ساني ليجيانغ، مطار نغاري غونشا، مطار نينغشهاي ماينلينغ، مطار كامدو بامدا، مطار شيغاتسي بيس، Zhanjiang |
| الخطوط الجوية التركية      | مطار إسطنبول الدولي |
| Uni Air                    | مطار تايوان تاويوان الدولي |
| خطوط أورال الجوية          | مطار كولتسوفو الدولي |
| أورومتشي للطيران           | مطار أورومتشي الدولي |
| الخطوط الجوية الفيتنامية   | موسمي عارض: مطار دا نانغ الدولي |
| West Air ‏                  | مطار تشونغتشينغ جيانغبى الدولي |
| خطوط زيامن الجوية          | مطار تشانغشا هوانغوا الدولي، مطار فوتشو تشانغله الدولي، مطار غويان ليوبانشان، مطار هانغتشو شياوشان الدولي، مطار جينجيانغ تشيوانتشو، مطار تيانجين الدولي، مطار وانتشو وتشياو، مطار شيامن قاوتشي الدولي، مطار ينتشوان خه دونغ، مطار تشونغوي شابوتو |